# Carro (Spezia)
Carro comuna italiana da região da Ligúria, Província da Spezia, com cerca de 635 habitantes. Estende-se por uma área de 33 km², tendo uma densidade populacional de 19 hab/km². Faz fronteira com Carrodano, Castiglione Chiavarese (GE), Deiva Marina, Maissana, Sesta Godano, Varese Ligure.

## Demografia
| Variação demográfica do município entre 1861 e 2011                               |
|                                                                                   |
| Fonte: Istituto Nazionale di Statistica (ISTAT) - Elaboração gráfica da Wikipedia |